# Об'єднана соціалістична партія Венесуели
Об'єднана соціалістична партія (ісп. Partido Socialista Unido de Venezuela, PSUV) — ліва політична партія у Венесуелі, утворена 24 березня 2007 року після так званої Боліварианської революції, її очолював колишній президент країни Уго Чавес, а нині — його наступник Ніколас Мадуро. Нині PSUV є урядовою партією та найбільшим лівим рухом Західної півкулі, налічуючи до 7 мільйонів членів.
На останніх парламентських виборах 26 вересня 2010 року партія здобула 93 місця в парламенті зі 165, хоча до виборів вона мала абсолютну більшість у парламенті (116 місць) через бойкот з боку опозиції попередніх виборів.
На виборах губернаторів партія перемогла у 20 штатах з 23. Опозиція домоглась влади тільки у трьох штатах — Амасонас, Лара та Міранда.